# Trevor Winkfield
Trevor Winkfield, né en 1944 à Leeds est un peintre, poète, essayiste, traducteur britannique, il est notamment connu pour ses illustrations de livres d'auteurs tels que John Ashbery, Kenward Elmslie, Barbara Guest, James Schuyler, Frank O'Hara, Harry Mathews, Ron Padgett, John Yau, et bien d'autres, ses peintures sont régulièrement exposées à la Tibor de Nagy Gallery.

## Biographie
Après ses études secondaires, il entre au  Leeds College of Art, il en sort en 1964 avec un Intermediate Certificate of Art qui lui permettra de passer un Master of Fine Art (mastère 2 en Beaux Arts) au  Royal College of Art, de Londres en 1967. Deux ans après il quitte le Royaume-Uni pour s'installer à New York et participer à la vie littéraire et picturale américaine.  
Il fondé avec Brice Brown, le magazine artistique Tether.  
Il réside à New York depuis 1969.

## Œuvres littéraires

### Essais
- How I Became a Painter: Trevor Winkfield in Conversation with Miles Champion, éd. Pressed Wafer, 2014,
- Georges Braque & Others: The Selected Art Writings of Trevor Winkfield, 1990-2009, éd. Song Cave, 2014,
- Jane Freilicher: Near The Sea, Paintings 1958 1963, éd. Tibor De Nagy Gallery, éd. 2006,
- In the Scissors' Courtyard: Selected Writings 1967-1975, éd. Bamberger Books, 1994,
- How to Be Modern Art, éd. Coffee House Press, 1984

### Recueil de ses peintures et de ses illustrations
- Trevor Winkfield: Recent Paintings, éd. Tibor de Nagy Gallery, 2008,
- Trevor Winkfield's Drawings, éd.  Bamberger, 2004,
- Trevor Winkfield's Pageant, éd. Hard Press, 1997[4].

### Poésie
- Snippets, coécrit avec Kenward Elmslie, éd. Tibor de Nagy Editions, 2002.

### Anthologies
- The New York Poets II: An Anthology, éd. Carcanet Press Ltd, 2006,
- The New York Poets: An Anthology, éd. Carcanet Press Ltd, 2004,

### Éditeur
- Raymond Roussel, How I Wrote Certain of My Books, éd. Exact Change, 2005[5].

## Œuvres picturales

### Expositions permanentes
Plusieurs de ses tableaux font partie de musées tels que : 
- Berkeley Art Museum, Californie,
- Vassar College Museum of Art , New York,
- Philadelphia Museum of Art , Pennsylvanie,
- Museum of Modern Art, New York,
- The Contemporary Museum, Honolulu,
- Speed Museum, Louisville,
- Erie Art Museum, Pennsylvanie,
- Oklahoma City Museum of Art,
- Orlando Museum of Art, Floride,
- Flint Institute of Art, Michigan,
- Columbia Museum of Art, Caroline du sud

### Expositions (sélection)
- 2016 : Trevor Winkfield: The Collaborator, Poets House, New York[6]
- 2015 : Trevor Winkfield’s Pageant, The Poetry Foundation, Chicago,
- 2010 : Tibor de Nagy Gallery, New York
- 2009 : Turtle Point Press, New York
- 2008 : Erie Art Museum, Erie, Pennsylvanie
- 1999 : Barbara Ann Levy Gallery, New York
- 1996 : E.M. Donahue Gallery, New York
- 1986 : Institute of Contemporary Art, Boston,
- 1980 : Blue Mountain Gallery, New York
- 1978 : Coracle Gallery, London, England
- 1977 : Fischbach Gallery, New York

## Prix et distinctions
- 2010 : Yaddo Fellowship[7]
- 2009 : Peter S. Reed Foundation[8]
- 2008 : Pollock-Krasner Foundation
- 2008 : American Academy of Arts and Letters, Hassam, Speicher, Betts, and Symons Purchase Fund[9]

- 2000 : American Academy of Arts and Letters, Arts and Letters Awards[9]
- 1993 : Foundation for Contemporary Performance Art[10]
- 1993 : Hillwood Fellowship
- 1990 : John Simon Guggenheim Memorial Foundation Fellowship[11]